# Comitato di Szabolcs
Il comitato di Szabolcs (in ungherese Szabolcs vármegye, in latino Comitatus Szabolcsensis) è stato un antico comitato del Regno d'Ungheria, oggi situato nell'Ungheria nordorientale. Capoluogo del comitato era Nyíregyháza.
Il comitato di Szabolcs, completamente pianeggiante, era delimitato a nord e ad ovest dal corso del Tibisco e confinava con gli altri comitati di Zemplén, Ung, Bereg, Szatmár, Bihar, Hajdú e Borsod.

## Storia
In seguito alla riorganizzazione amministrativa ungherese seguita alla prima guerra mondiale e al Trattato del Trianon (1920), il comitato di Szabolcs fu unito con una piccola parte residuale del comitato di Ung (la città di Záhony; il resto del territorio era stato ceduto alla Romania) per formare il nuovo comitato di Szabolcs-Ung con capitale Nyíregyháza. Dopo la seconda guerra mondiale il comitato di Szabolcs-Ung fu fuso a sua volta con il comitato di Szatmár-Ugocsa-Bereg (anch'esso formato da frammenti di antichi comitati) a creare infine la contea di Szabolcs-Szatmár, rinominata dal 1991 Szabolcs-Szatmár-Bereg. Questa non include tuttavia alcune parti dell'antico comitato di Szabolcs (i territori attorno a Polgár e a nord-est di Debrecen), che si trovano attualmente nella contea di Hajdú-Bihar.